# Elophos zelleraria
Elophos zelleraria is een vlinder uit de familie spanners (Geometridae). De wetenschappelijke naam is voor het eerst geldig gepubliceerd in 1836 door  Freyer.
De soort komt voor in Europa.